# Burghley House

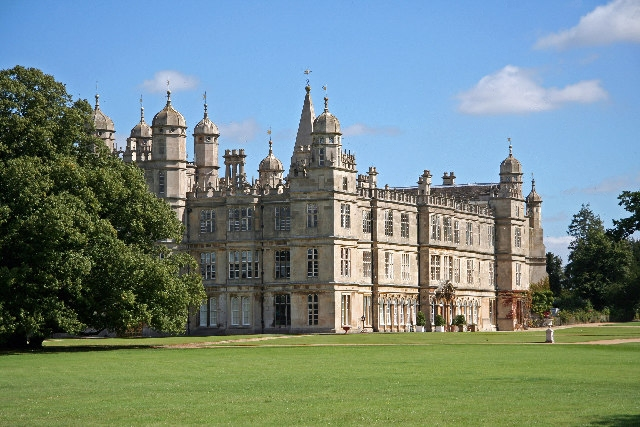
Burghley House.

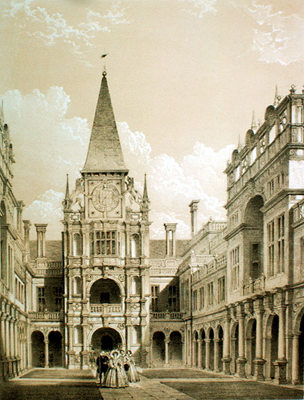
Burghley House.

Burghley House — budowla wzniesiona w czasie renesansu angielskiego w Northamptonshire między latami pięćdziesiątymi a osiemdziesiątymi XVI wieku przez pierwszego ministra królowej Elżbiety, wielkiego skarbnika Williama Cecila.
Była to potężna budowla na planie prostokąta z wewnętrznym dziedzińcem. Ta ogromna rezydencja dobrze odzwierciedlająca narodowy prestiż jest przykładem stylu „prodigy house” („cudowny dom”). Została pomyślana jako oprawa dla rozrywki dostarczanej królowej i jej dworowi.
Jako że rezydencję budowano długo, styl w jakim ją wznoszono ulegał stopniowemu przeobrażeniu. Architektura budowli łączy elementy tradycyjne, jak przęsło bramy wjazdowej z wieżyczkami z najnowocześniejszym francuskim klasycyzmem reprezentowanym przez sklepione kolebkowo kamienne schody oraz wieżę od strony wewnętrznego dziedzińca, ze spiętrzonymi porządkami, motywem łuku triumfalnego i wieńczącymi obeliskami pokrytymi ornamentem okuciowym. Przy budowie działali rzemieślnicy z Niderlandów.